# Nyctibatrachus
Genre
Synonymes
- Nannobatrachus Boulenger, 1882

Nyctibatrachus est un genre d'amphibiens de la famille des Nyctibatrachidae.

## Répartition
Les 35 espèces de ce genre sont endémiques d'Inde. Elles se rencontrent dans les Ghâts occidentaux.

## Liste des espèces
Selon Amphibian Species of the World (11 juin 2017) :
- Nyctibatrachus acanthodermis Biju, Van Bocxlaer, Mahony, Dinesh, Radhakrishnan, Zachariah, Giri, & Bossuyt, 2011
- Nyctibatrachus aliciae Inger, Shaffer, Koshy, & Bakde, 1984
- Nyctibatrachus anamallaiensis (Myers, 1942)
- Nyctibatrachus athirappillyensis Garg, Suyesh, Sukesan, & Biju, 2017
- Nyctibatrachus beddomii (Boulenger, 1882)
- Nyctibatrachus danieli Biju, Van Bocxlaer, Mahony, Dinesh, Radhakrishnan, Zachariah, Giri, & Bossuyt, 2011
- Nyctibatrachus dattatreyaensis Dinesh, Radhakrishnan, & Bhatta, 2008
- Nyctibatrachus deccanensis Dubois, 1984
- Nyctibatrachus deveni Biju, Van Bocxlaer, Mahony, Dinesh, Radhakrishnan, Zachariah, Giri, & Bossuyt, 2011
- Nyctibatrachus gavi Biju, Van Bocxlaer, Mahony, Dinesh, Radhakrishnan, Zachariah, Giri, & Bossuyt, 2011
- Nyctibatrachus grandis Biju, Van Bocxlaer, Mahony, Dinesh, Radhakrishnan, Zachariah, Giri, & Bossuyt, 2011
- Nyctibatrachus humayuni Bhaduri & Kripalani, 1955
- Nyctibatrachus indraneili Biju, Van Bocxlaer, Mahony, Dinesh, Radhakrishnan, Zachariah, Giri, & Bossuyt, 2011
- Nyctibatrachus jog Biju, Van Bocxlaer, Mahony, Dinesh, Radhakrishnan, Zachariah, Giri, & Bossuyt, 2011
- Nyctibatrachus karnatakaensis Dinesh, Radhakrishnan, Manjunatha Reddy, & Gururaja, 2007
- Nyctibatrachus kempholeyensis (Rao, 1937)
- Nyctibatrachus kumbara Gururaja, Dinesh, Priti, & Ravikanth, 2014
- Nyctibatrachus major Boulenger, 1882
- Nyctibatrachus manalari Garg, Suyesh, Sukesan, & Biju, 2017
- Nyctibatrachus minimus Biju, Van Bocxlaer, Giri, Roelants, Nagaraju, & Bossuyt, 2007
- Nyctibatrachus minor Inger, Shaffer, Koshy, & Bakde, 1984
- Nyctibatrachus periyar Biju, Van Bocxlaer, Mahony, Dinesh, Radhakrishnan, Zachariah, Giri, & Bossuyt, 2011
- Nyctibatrachus petraeus Das & Kunte, 2005
- Nyctibatrachus pillaii Biju, Van Bocxlaer, Mahony, Dinesh, Radhakrishnan, Zachariah, Giri, & Bossuyt, 2011
- Nyctibatrachus poocha Biju, Van Bocxlaer, Mahony, Dinesh, Radhakrishnan, Zachariah, Giri, & Bossuyt, 2011
- Nyctibatrachus pulivijayani Garg, Suyesh, Sukesan, & Biju, 2017
- Nyctibatrachus radcliffei Garg, Suyesh, Sukesan, & Biju, 2017
- Nyctibatrachus robinmoorei Garg, Suyesh, Sukesan, & Biju, 2017
- Nyctibatrachus sabarimalai Garg, Suyesh, Sukesan, & Biju, 2017
- Nyctibatrachus sanctipalustris Rao, 1920
- Nyctibatrachus shiradi Biju, Van Bocxlaer, Mahony, Dinesh, Radhakrishnan, Zachariah, Giri, & Bossuyt, 2011
- Nyctibatrachus sylvaticus Rao, 1937
- Nyctibatrachus vasanthi Ravichandran, 1997
- Nyctibatrachus vrijeuni Biju, Van Bocxlaer, Mahony, Dinesh, Radhakrishnan, Zachariah, Giri, & Bossuyt, 2011
- Nyctibatrachus webilla Garg, Suyesh, Sukesan, & Biju, 2017

## Publication originale
- Boulenger, 1882 : Catalogue of the Batrachia Salientia s. Ecaudata in the collection of the British Museum, ed. 2, p. 1-503 (texte intégral).